# إليزابيث آن ويتني
إليزابيث آن ويتني (بالإنجليزية: Elizabeth Ann Whitney)‏ هي قائدة دينية أمريكية، ولدت في 26 يناير 1800 في دربي في الولايات المتحدة، وتوفيت في 15 فبراير 1882 في سولت ليك في الولايات المتحدة.